# Forte da Ponta Furada
O Forte da Ponta Furada localizava-se no lugar da Ponta Furada, freguesia da Feteira, concelho da Horta, na ilha do Faial, nos Açores.
Em posição dominante sobre este trecho do litoral, constituiu-se em uma fortificação destinada à defesa deste ancoradouro contra os ataques de piratas e corsários, outrora frequentes nesta região do oceano Atlântico.

## História
No contexto da Guerra da Sucessão Espanhola (1702-1714) encontra-se referido como "O Forte novo na ponta furada." na relação "Fortificações nos Açores existentes em 1710".
Dele existe alçado e planta identificada como "Forte da Ponta da Furada" de autoria do sargento-mor engenheiro José Rodrigo de Almeida em 1805.
A "Relação" do marechal de campo Barão de Bastos em 1862 localiza-o na freguesia das Angústias e informa que "Tem uma caza de abobada arruinada", e que "Apenas aparecem os vestigios das fortificações". A seu respeito observa ainda: "Pode desde já desprezar-se pelas razões acima ditas [estado de ruína e abandono]; mas como fica na estrada da Feteira, seria conveniente que a caza fosse posta á disposição das Obras publicas para arrecadação de farramentas dos cantoneiros da mesma estrada."
A estrutura não chegou até aos nossos dias.